# Фонд Александра фон Гумбольдта
Фонд Александра фон Гумбольдта (нім. Alexander von Humboldt-Stiftung) — фонд, заснований Федеральним урядом Німеччини та фінансований міністерством закордонних справ Німеччини, міністерством освіти і досліджень, міністерством економічного співробітництва та розвитку, а також іншими національними та міжнародними партнерами. Фонд має на меті розвиток академічної співпраці між вченими з Німеччини та інших країн. Фонд має ім'я німецького вченого Александра фон Гумбольдта.
Кожного року фонд на конкурсній основі присуджує понад 700 дослідницьких стипендій, які отримують переважно дослідники в галузях природничо-математичних і гуманітарних наук. Зокрема, серед цих стипендій є низка великих премій, таких як Гумбольдтівська професура і премія Софії Ковалевської. У Німеччині стипендії Фонду вважаються одними з найпрестижніших; до спільноти «випускників» фонду входять понад 26 000 гумбольдтіан у більше ніж 130 країнах світу, зокрема 50 нобелівських лауреатів.